# Phase finale de la Coupe de la confédération 2021-2022
Pour un article plus général, voir Coupe de la confédération 2021-2022.
La phase finale de l'édition 2021-2022 de la Coupe de la confédération commence le 17 avril 2022 avec la phase aller des quarts de finale et se termine le 20 mai 2022 avec la finale au Godswill Akpabio International Stadium, Uyo afin de décider du vainqueur de la compétition.

## Calendrier
Le tirage au sort des (quarts de finales et demi-finales), qui a eu lieu le 5 avril 2022, à 13h00 GMT (15h00 heure locale, UTC+2), au siège de la CAF à Le Caire, Egypte.
| Phase            | Tirage au sort | Date aller    | Date retour   | Équipes participantes |
| ---------------- | -------------- | ------------- | ------------- | --------------------- |
| Quarts de finale | 5 avril 2022   | 17 avril 2022 | 24 avril 2022 | 8                     |
| Demi-finales     | 5 avril 2022   | 8 mai 2022    | 15 mai 2022   | 4                     |
| Finale           | 5 avril 2022   | 20 mai 2022   | 20 mai 2022   | 2                     |

## Équipes qualifiées
Al-Ahli SC

## Phase à élimination directe

### Qualification et tirage au sort
Les quatre premiers et les quatre deuxièmes de chaque groupe se qualifient à la phase finale, qui débute par les quarts de finale. En cas d'égalité entre deux ou plusieurs équipes, le classement est déterminé d'abord par la différence de points particulière entre les équipes à égalité puis la différence de buts particulière. Lors du tirage au sort, les équipes premières de leur groupe sont les têtes de série, cela leur permet de recevoir au match retour contrairement aux deuxièmes.
| Groupe | 1er du groupe - Tête de série | 2e du groupe - Non-tête de série |
| ------ | ----------------------------- | -------------------------------- |
| A      | Al-Ahli SC                    | Pyramids FC                      |
| B      | Orlando Pirates               | Al-Ittihad Tripoli               |
| C      | TP Mazembe                    | Al-Masry                         |
| D      | RS Berkane                    | Simba SC                         |

## Quarts de finale
| Équipe             | Aller | Total             | Retour | Équipe          |
| ------------------ | ----- | ----------------- | ------ | --------------- |
| Simba SC           | 1 - 0 | 1 - 1 (3 - 4 tab) | 0 - 1  | Orlando Pirates |
| Al-Ittihad Tripoli | 0 - 0 | 0 - 1             | 0 - 1  | Al-Ahli SC      |
| Pyramids FC        | 0 - 0 | 0 - 2             | 0 - 2  | TP Mazembe      |
| Al-Masry           | 2 - 1 | 2 - 2e            | 0 - 1  | RS Berkane      |

| Match aller               | Simba SC           | 1 - 0   | Orlando Pirates | Stade Benjamin Mkapa, Dar es Salam |                            |
| 17 avril 2022 19:00 UTC+3 | Kapombé 68e (pen.) | (0 - 0) |                 | Arbitrage : Haythem Guirat         | Arbitrage : Haythem Guirat |
| 17 avril 2022 19:00 UTC+3 | Rapport            |         |                 | Arbitrage : Haythem Guirat         | Arbitrage : Haythem Guirat |

| Match retour              | Orlando Pirates                              | 1 - 0             | Simba SC                                  | Orlando Stadium, Orlando    |                             |
| 24 avril 2022 18:00 UTC+2 | Peprah 60e                                   | (0 - 0)           |                                           | Arbitrage : Bernard Camille | Arbitrage : Bernard Camille |
| 24 avril 2022 18:00 UTC+2 | Rapport                                      |                   |                                           | Arbitrage : Bernard Camille | Arbitrage : Bernard Camille |
| 24 avril 2022 18:00 UTC+2 | Kavendji · Mhango · Mabasa · Dlamini · Ofori | Tirs au but 4 - 3 | Mkude · Kapombé · Baka · Kagere · Mohamed | Arbitrage : Bernard Camille | Arbitrage : Bernard Camille |

| Match aller               | Al-Ittihad Tripoli | 0 - 0   | Al-Ahli SC | Stade des Martyrs de Février, Benghazi                         |                                                                |
| 17 avril 2022 22:00 UTC+2 |                    | (0 - 0) |            | Spectateurs : huis clos Arbitrage : Mohamed Marouf Eid Mansour | Spectateurs : huis clos Arbitrage : Mohamed Marouf Eid Mansour |
| 17 avril 2022 22:00 UTC+2 | Rapport            |         |            | Spectateurs : huis clos Arbitrage : Mohamed Marouf Eid Mansour | Spectateurs : huis clos Arbitrage : Mohamed Marouf Eid Mansour |

| Match retour              | Al-Ahli SC | 1 - 0   | Al-Ittihad Tripoli | Stade des Martyrs de Février, Benghazi               |                                                      |
| 24 avril 2022 22:00 UTC+2 | Ayed 19e   | (1 - 0) |                    | Spectateurs : huis clos Arbitrage : Mustapha Ghorbal | Spectateurs : huis clos Arbitrage : Mustapha Ghorbal |
| 24 avril 2022 22:00 UTC+2 | Rapport    |         |                    | Spectateurs : huis clos Arbitrage : Mustapha Ghorbal | Spectateurs : huis clos Arbitrage : Mustapha Ghorbal |

| Match aller               | Pyramids FC | 0 - 0   | TP Mazembe | Stade du 30 Juin, Le Caire |                          |
| 17 avril 2022 22:00 UTC+2 |             | (0 - 0) |            | Arbitrage : Dahane Beida   | Arbitrage : Dahane Beida |
| 17 avril 2022 22:00 UTC+2 | Rapport     |         |            | Arbitrage : Dahane Beida   | Arbitrage : Dahane Beida |

| Match retour              | TP Mazembe                | 2 - 0   | Pyramids FC | Stade Tout Puissant Mazembe, Lubumbashi |                          |
| 24 avril 2022 15:00 UTC+2 | Koffi 33e · Kitambala 44e | (2 - 0) |             | Arbitrage : Joshua Bondo                | Arbitrage : Joshua Bondo |
| 24 avril 2022 15:00 UTC+2 | Rapport                   |         |             | Arbitrage : Joshua Bondo                | Arbitrage : Joshua Bondo |

| Match aller               | Al-Masry               | 2 - 1   | RS Berkane   | Stade Borg Al Arab, Alexandrie |                           |
| 17 avril 2022 22:00 UTC+2 | Marey 10e · Ayouni 83e | (1 - 1) | Regragui 17e | Arbitrage : Boubou Traore      | Arbitrage : Boubou Traore |
| 17 avril 2022 22:00 UTC+2 | Rapport                |         |              | Arbitrage : Boubou Traore      | Arbitrage : Boubou Traore |

| Match retour              | RS Berkane         | 1 - 0   | Al-Masry | Stade municipal de Berkane, Berkane |                         |
| 24 avril 2022 22:00 UTC+0 | El Fahli 7e (pen.) | (1 - 0) |          | Arbitrage : Sadok Selmi             | Arbitrage : Sadok Selmi |
| 24 avril 2022 22:00 UTC+0 | Rapport            |         |          | Arbitrage : Sadok Selmi             | Arbitrage : Sadok Selmi |

## Demi-finales
| Équipe     | Aller | Total | Retour | Équipe          |
| ---------- | ----- | ----- | ------ | --------------- |
| Al-Ahli SC | 0 - 2 | 1 - 2 | 1 - 0  | Orlando Pirates |
| TP Mazembe | 1 - 0 | 2 - 4 | 1 - 4  | RS Berkane      |

| Match aller            | Al-Ahli SC | 0 - 2   | Orlando Pirates       | Stade des Martyrs de Février, Benghazi |                                     |
| 8 mai 2022 18:00 UTC+2 |            | (0 - 2) | 8e Maela · 29e Mosele | Spectateurs : huis clos Arbitrage :    | Spectateurs : huis clos Arbitrage : |
| 8 mai 2022 18:00 UTC+2 | Rapport    |         |                       | Spectateurs : huis clos Arbitrage :    | Spectateurs : huis clos Arbitrage : |

| Match retour            | Orlando Pirates | 0 - 1   | Al-Ahli SC | Orlando Stadium, Orlando |             |
| 15 mai 2022 18:00 UTC+2 |                 | (0 - 0) | 89e Arqoub | Arbitrage :              | Arbitrage : |
| 15 mai 2022 18:00 UTC+2 | Rapport         |         |            | Arbitrage :              | Arbitrage : |

| Match aller            | TP Mazembe   | 1 - 0   | RS Berkane | Stade Tout Puissant Mazembe, Lubumbashi |                                        |
| 8 mai 2022 15:00 UTC+2 | Bakata 90+5e | (0 - 0) |            | Arbitrage : Hélder Martins de Carvalho  | Arbitrage : Hélder Martins de Carvalho |
| 8 mai 2022 15:00 UTC+2 | Rapport      |         |            | Arbitrage : Hélder Martins de Carvalho  | Arbitrage : Hélder Martins de Carvalho |

| Match retour            | RS Berkane                                           | 4 - 1   | TP Mazembe   | Stade municipal de Berkane, Berkane |                             |
| 15 mai 2022 19:00 UTC+0 | El Helali 10e · Naji 79e · El Fahli 88e (pen.) 90+6e | (1 - 1) | 11e Kinzumbi | Arbitrage : Maguette Ndiaye         | Arbitrage : Maguette Ndiaye |
| 15 mai 2022 19:00 UTC+0 | Rapport                                              |         |              | Arbitrage : Maguette Ndiaye         | Arbitrage : Maguette Ndiaye |

## Finale
La finale se dispute en une seule rencontre sur terrain neutre, à Uyo, au Nigeria. Le temps réglementaire s'achève sur un score nul et vierge puis, durant la prolongation, la RS Berkane prend l'avantage grâce à un penalty inscrit par Youssef El Fahli avant qu'Orlando Pirates FC n'égalise à trois minutes de la fin du match par l'intermédiaire de Thembinkosi Lorch. Les deux équipes doivent alors se départager lors d'une séance de tirs au but, et ce sont finalement les Marocains de Berkane qui s'imposent en réussissant toutes leurs tentatives tandis que leur gardien, Hamza Hamiani, parvient à arrêter un tir, celui de Lorch qui avait marqué le but égalisateur sud-africain. La RS Berkane qui jouait sa troisième finale en quatre saisons remporte ainsi son deuxième titre en Coupe de la confédération après celui acquis en 2020,.
Ci-dessous, la feuille de match de la finale :
| Orlando Pirates FC ·        |                      |          |
| Titulaires :                |                      |          |
|                             |                      |          |
| 01                          | Richard Ofori        |          |
| 04                          | Happy Jele           |          |
| 23                          | Innocent Maela       |          |
| 31                          | Olisa Ndah           |          |
| 26                          | Bandile Shandu       | 90e      |
| 03                          | Thembinkosi Lorch    |          |
| 11                          | Deon Hotto           |          |
| 06                          | Ben Motshwari        | 90e      |
| 20                          | Goodman Mosele       | 102e     |
| 18                          | Kabelo Dlamini       | 105e     |
| 22                          | Kwame Peprah         | 60e      |
|                             |                      |          |
| Remplaçants :               |                      |          |
| 09                          | Tshegofatso Mabasa   | 60e      |
| 16                          | Thabang Monare       | 90e      |
| 08                          | Siphesihle Ndlovu    | 90e 102e |
| 37                          | Terrence Dzvukamanja | 102e     |
| 15                          | Fortune Makaringe    | 102e     |
| 32                          | Linda Mntambo        | 105e     |
| 14                          | Thulani Hlatshwayo   |          |
| 05                          | Ntsikelelo Nyauza    |          |
| 40                          | Siyabonga Mpontshane |          |
|                             |                      |          |
| Entraîneur :                |                      |          |
| Mandla Ncikazi Fadlu Davids |                      |          |

| RS Berkane ·   |                    |      |
| Titulaires :   |                    |      |
|                |                    |      |
| 12             | Hamza Hamiani      |      |
| 04             | Issoufou Dayo      |      |
| 19             | Hamza El Moussaoui |      |
| 14             | Ismail Mokadem     |      |
| 33             | Abdelkrim Baadi    |      |
| 21             | Bakr El Helali     | 117e |
| 08             | Larbi Naji         |      |
| 20             | Mehdi Oubila       | 80e  |
| 07             | Youssef El Fahli   | 107e |
| 38             | Charki El Bahri    | 80e  |
| 10             | Chadrack Muzungu   | 108e |
|                |                    |      |
| Remplaçants :  |                    |      |
| 15             | Hamza Regragui     | 80e  |
| 03             | Brahim El Bahraoui | 80e  |
| 11             | Youssef Zghoudi    | 107e |
| 29             | Tuisila Kisinda    | 108e |
| 06             | Mamadou Camara     | 117e |
| 25             | Mohamed Aziz       |      |
| 18             | Sofian El Moudane  |      |
| 32             | Omar Namsaoui      |      |
| 22             | Amine El Ouaad     |      |
|                |                    |      |
| Entraîneur :   |                    |      |
| Florent Ibenge |                    |      |

| Orlando Pirates FC ·        |                      |          |
| Titulaires :                |                      |          |
|                             |                      |          |
| 01                          | Richard Ofori        |          |
| 04                          | Happy Jele           |          |
| 23                          | Innocent Maela       |          |
| 31                          | Olisa Ndah           |          |
| 26                          | Bandile Shandu       | 90e      |
| 03                          | Thembinkosi Lorch    |          |
| 11                          | Deon Hotto           |          |
| 06                          | Ben Motshwari        | 90e      |
| 20                          | Goodman Mosele       | 102e     |
| 18                          | Kabelo Dlamini       | 105e     |
| 22                          | Kwame Peprah         | 60e      |
|                             |                      |          |
| Remplaçants :               |                      |          |
| 09                          | Tshegofatso Mabasa   | 60e      |
| 16                          | Thabang Monare       | 90e      |
| 08                          | Siphesihle Ndlovu    | 90e 102e |
| 37                          | Terrence Dzvukamanja | 102e     |
| 15                          | Fortune Makaringe    | 102e     |
| 32                          | Linda Mntambo        | 105e     |
| 14                          | Thulani Hlatshwayo   |          |
| 05                          | Ntsikelelo Nyauza    |          |
| 40                          | Siyabonga Mpontshane |          |
|                             |                      |          |
| Entraîneur :                |                      |          |
| Mandla Ncikazi Fadlu Davids |                      |          |

| RS Berkane ·   |                    |      |
| Titulaires :   |                    |      |
|                |                    |      |
| 12             | Hamza Hamiani      |      |
| 04             | Issoufou Dayo      |      |
| 19             | Hamza El Moussaoui |      |
| 14             | Ismail Mokadem     |      |
| 33             | Abdelkrim Baadi    |      |
| 21             | Bakr El Helali     | 117e |
| 08             | Larbi Naji         |      |
| 20             | Mehdi Oubila       | 80e  |
| 07             | Youssef El Fahli   | 107e |
| 38             | Charki El Bahri    | 80e  |
| 10             | Chadrack Muzungu   | 108e |
|                |                    |      |
| Remplaçants :  |                    |      |
| 15             | Hamza Regragui     | 80e  |
| 03             | Brahim El Bahraoui | 80e  |
| 11             | Youssef Zghoudi    | 107e |
| 29             | Tuisila Kisinda    | 108e |
| 06             | Mamadou Camara     | 117e |
| 25             | Mohamed Aziz       |      |
| 18             | Sofian El Moudane  |      |
| 32             | Omar Namsaoui      |      |
| 22             | Amine El Ouaad     |      |
|                |                    |      |
| Entraîneur :   |                    |      |
| Florent Ibenge |                    |      |

## Tableau final
|  | Quarts de finale   | Quarts de finale   | Quarts de finale | Quarts de finale |                 |                 | Demi-finales | Demi-finales | Demi-finales | Demi-finales |  |  | Finale | Finale | Finale | Finale |
|  |                    |                    |                  |                  |                 |                 |              |              |              |              |  |  |        |        |        |        |
|  |                    |                    |                  |                  |                 |                 |              |              |              |              |  |  |        |        |        |        |
|  |                    |                    |                  |                  |                 |                 |              |              |              |              |  |  |        |        |        |        |
|  | Simba SC           | Simba SC           | 1                | 0                |                 |                 |              |              |              |              |  |  |        |        |        |        |
|  | Simba SC           | Simba SC           | 1                | 0                |                 |                 |              |              |              |              |  |  |        |        |        |        |
|  | Orlando Pirates    | Orlando Pirates    | 0                | 1                |                 |                 |              |              |              |              |  |  |        |        |        |        |
|  | Orlando Pirates    | Orlando Pirates    | 0                | 1                | Al-Ahli SC      | Al-Ahli SC      | 0            | 1            |              |              |  |  |        |        |        |        |
|  |                    |                    |                  |                  | Al-Ahli SC      | Al-Ahli SC      | 0            | 1            |              |              |  |  |        |        |        |        |
|  |                    |                    | Orlando Pirates  | Orlando Pirates  | 2               | 0               |              |              |              |              |  |  |        |        |        |        |
|  | Al-Ittihad Tripoli | Al-Ittihad Tripoli | Orlando Pirates  | Orlando Pirates  | 2               | 0               | 0            | 0            |              |              |  |  |        |        |        |        |
|  | Al-Ittihad Tripoli | Al-Ittihad Tripoli |                  |                  |                 |                 |              | 0            |              |              |  |  |        |        |        |        |
|  | Al-Ahli SC         | Al-Ahli SC         | 0                | 1                |                 |                 |              |              |              |              |  |  |        |        |        |        |
|  | Al-Ahli SC         | Al-Ahli SC         | 0                | 1                | Orlando Pirates | Orlando Pirates | 1 (4)        | 1 (4)        |              |              |  |  |        |        |        |        |
|  |                    |                    |                  |                  | Orlando Pirates | Orlando Pirates | 1 (4)        | 1 (4)        |              |              |  |  |        |        |        |        |
|  |                    |                    | RS Berkane       | RS Berkane       | 1 (5) tab       | 1 (5) tab       |              |              |              |              |  |  |        |        |        |        |
|  | Pyramids FC        | Pyramids FC        | RS Berkane       | RS Berkane       | 1 (5) tab       | 1 (5) tab       | 0            | 0            |              |              |  |  |        |        |        |        |
|  | Pyramids FC        | Pyramids FC        |                  |                  |                 |                 |              |              |              |              |  |  |        |        |        |        |
|  | TP Mazembe         | TP Mazembe         | 0                | 2                |                 |                 |              |              |              |              |  |  |        |        |        |        |
|  | TP Mazembe         | TP Mazembe         | 0                | 2                | TP Mazembe      | TP Mazembe      | 1            | 1            |              |              |  |  |        |        |        |        |
|  |                    |                    |                  |                  | TP Mazembe      | TP Mazembe      | 1            | 1            |              |              |  |  |        |        |        |        |
|  |                    |                    | RS Berkane       | RS Berkane       | 0               | 4               |              |              |              |              |  |  |        |        |        |        |
|  | Al-Masry           | Al-Masry           | RS Berkane       | RS Berkane       | 0               | 4               | 2            | 0 e          |              |              |  |  |        |        |        |        |
|  | Al-Masry           | Al-Masry           |                  |                  |                 |                 |              | 0 e          |              |              |  |  |        |        |        |        |
|  | RS Berkane         | RS Berkane         | 1                | 1                |                 |                 |              |              |              |              |  |  |        |        |        |        |
|  | RS Berkane         | RS Berkane         | 1                | 1                |                 |                 |              |              |              |              |  |  |        |        |        |        |
|  |                    |                    |                  |                  |                 |                 |              |              |              |              |  |  |        |        |        |        |